# Distichopora sulcata
Distichopora sulcata är en nässeldjursart som beskrevs av Pourtalès 1867. Distichopora sulcata ingår i släktet Distichopora och familjen Stylasteridae. Inga underarter finns listade i Catalogue of Life.